# When We All Fall Asleep, Where Do We Go?
When We All Fall Asleep, Where Do We Go? (styl. WHEN WE ALL FALL ASLEEP, WHERE DO WE GO?) – debiutancki album studyjny amerykańskiej artystki alternatywnej, Billie Eilish. Został wydany 29 marca 2019 nakładem Darkroom i Interscope Records. Finneas O’Connell, brat artystki, jest producentem wykonawczym wszystkich utworów na albumie. Album utrzymany jest w stylistyce muzyki elektronicznej, popu, trapu i indie popu.

## Lista utworów
Opracowano na podstawie materiału źródłowego. 
| Wersja standardowa | Wersja standardowa              | Wersja standardowa                | Wersja standardowa |
| Nr                 | Tytuł utworu                    | Autorzy                           | Długość            |
| ------------------ | ------------------------------- | --------------------------------- | ------------------ |
| 1.                 | „!!!!!!!”                       | Billie Eilish · Finneas O’Connell | 0:13               |
| 2.                 | „bad guy”                       | Eilish · O’Connell                | 3:14               |
| 3.                 | „xanny”                         | Eilish · O’Connell                | 4:03               |
| 4.                 | „you should see me in a crown”  | Eilish · O’Connell                | 3:00               |
| 5.                 | „all the good girls go to hell” | Eilish · O’Connell                | 2:48               |
| 6.                 | „wish you were gay”             | Eilish · O’Connell                | 3:41               |
| 7.                 | „when the party’s over”         | O’Connell                         | 3:16               |
| 8.                 | „8”                             | Eilish · O’Connell                | 2:53               |
| 9.                 | „my strange addiction”          | O’Connell                         | 2:59               |
| 10.                | „bury a friend”                 | Eilish · O’Connell                | 3:13               |
| 11.                | „ilomilo”                       | Eilish · O’Connell                | 2:36               |
| 12.                | „listen before i go”            | Eilish · O’Connell                | 4:02               |
| 13.                | „i love you”                    | Eilish · O’Connell                | 4:51               |
| 14.                | „goodbye”                       | Eilish · O’Connell                | 1:59               |
|                    |                                 |                                   | 42:48              |

| Utwory dodatkowe w edycji japońskiej albumu | Utwory dodatkowe w edycji japońskiej albumu | Utwory dodatkowe w edycji japońskiej albumu | Utwory dodatkowe w edycji japońskiej albumu |
| Nr                                          | Tytuł utworu                                | Autorzy                                     | Długość                                     |
| ------------------------------------------- | ------------------------------------------- | ------------------------------------------- | ------------------------------------------- |
| 1.                                          | „come out and play”                         | Billie Eilish · Finneas O’Connell           | 3:30                                        |
| 2.                                          | „When I Was Older”                          | Eilish · O’Connell                          | 4:30                                        |
|                                             |                                             |                                             | 8:00                                        |

| Reedycja (utwory dodatkowe) | Reedycja (utwory dodatkowe) | Reedycja (utwory dodatkowe)       | Reedycja (utwory dodatkowe) |
| Nr                          | Tytuł utworu                | Autorzy                           | Długość                     |
| --------------------------- | --------------------------- | --------------------------------- | --------------------------- |
| 1.                          | „When I Was Older”          | Billie Eilish · Finneas O’Connell | 3:30                        |
| 2.                          | „bitches broken hearts”     | Eilish · O’Connell                | 2:56                        |
| 3.                          | „everything i wanted”       | Eilish · O’Connell                | 4:05                        |
|                             |                             |                                   | 10:31                       |

- Wszystkie tytuły utworów na płycie stylizowane są na małe litery z wyjątkiem utworu „When I Was Older”, inspirowanego meksykańsko-amerykańskim filmem Roma[27]. Utwór pierwotnie był oddzielnym singlem. Ostatecznie znalazł się na wersji japońskiej albumu jako utwór bonusowy[3].
- W piosence „bury a friend” słychać wokal rapera The Crooksa[28].
- „my strange addiction” zawiera dialog z odcinka siedemnastego siódmego sezonu amerykańskiego sitcomu Biuro[29].

## Promocja
Pierwsze singiel „you should see me in a crown” wydano 20 lipca 2018 roku, w tym samym roku 17 października wydano również „when the party’s over”. Pozostałe, „bury a friend”, „wish you were gay” oraz „bad guy”, opublikowano w 2019 – 30 stycznia, 4 marca i 29 marca.

## Odbiór i przekaz muzyczny
Nagrania spotkały się z pozytywną notą krytyków muzycznych gazet i serwisów muzycznych: AllMusic (4/5), The Daily Telegraph (4/5), The Guardian (4/5), NME (5/5), The Observer (4/5), Pitchfork (7,2/10), Q (4/5) oraz Rolling Stone (3,5/5). Jako jedyna z ważniejszych gazet, negatywną ocenę 2/5 wystawił dziennik „The Independent”. Nagrania bardzo dobrze odebrali też krytycy muzyczni w serwisie Metacritic, oceniając je na 81 punktów w skali 100-stopniowej. Media często zwracały uwagę na to, że Eilish w piosenkach pochodzących z wydawnictwa, śpiewa o depresji i nazywały ją po jego wydaniu, „popową sensacją”. Oskarżały ją o to, że wynosi korzyści materialne z gloryfikacji problemów psychicznych i stanów depresyjnych. Dziennikarz „Gazety Wyborczej”, Jarosław Szubrycht, pochwalił Eilish za album, stwierdzając, że „wygrała grę o tron w muzyce pop”, a także iż „nie było lepszego debiutu płytowego od czasów Pure Heroine, Lorde”.

## Wizerunek i brzmienie
Dziennikarz polskiego „Vogue’a”, Maciej Ulewicz, porównał wizerunek Eilish z okresu promowania płyty, do Yolandi Visser z Die Antwoord, Trickiego, Kurta Cobaina i Roberta Smitha z The Cure. Pochwalił brzmienie albumu, wskazując, że dostrzegalne są w twórczości Eilish, echa „trip hopu i delikatnych elektroniczno-akustycznych ballad z pojawiającym się dyskretnym, tanecznym bitem”.

## Twórcy
Opracowano na podstawie materiału źródłowego.
| Piosenkarka - Billie Eilish – śpiew, tekst | Inni - John Greenham – mastering - Rob Kinelski – miksowanie - Finnes O’Connell – produkcja, tekst - Justin Lubliner – A&R - Sam Riback – A&R |

## Certyfikaty i sprzedaż
| Kraj                     | Certyfikat         | Sprzedaż  |
| ------------------------ | ------------------ | --------- |
| Australia (ARIA)         | platynowa płyta    | 70 000    |
| Austria (IFPI Austria)   | złota płyta        | 7 500     |
| Belgia (BEA)             | złota płyta        | 15 000    |
| Dania (IFPI Denmark)     | 2× platynowa płyta | 40 000    |
| Francja (SNEP)           | złota płyta        | 50 000    |
| Kanada (Music Canada)    | 2× platynowa płyta | 160 000   |
| Meksyk (AMPROFON)        | 2× platynowa płyta | 120 000   |
| Niemcy (BVMI)            | złota płyta        | 100 000   |
| Norwegia (IFPI Norway)   | 4× platynowa płyta | 80 000    |
| Nowa Zelandia (RMNZ)     | 2× platynowa płyta | 30 000    |
| Polska (ZPAV)            | diamentowa płyta   | 100 000   |
| Włochy (FIMI)            | platynowa płyta    | 50 000    |
| Wielka Brytania (BPI)    | platynowa płyta    | 300 000   |
| Stany Zjednoczone (RIAA) | 2× platynowa płyta | 2 361 000 |